# Melkki
Melkki (szw. Melkö) – wyspa na Morzu Bałtyckim (Zatoka Fińska) w Helsinkach, położona na południe od Lauttasaari i na zachód od Pihlajasaari. Wyspa o powierzchni 83 hektarów zarządzana jest przez fińskie siły zbrojne, jednak istnieją plany wykorzystania jej dla budownictwa mieszkaniowego. 

## Historia
W 1836 wyspy Melkki, Ryssänkari, Trutkubben, Hundören i kilka innych, podobnie jak większość wód, zostały sprzedane kupcowi i armatorowi helsińskiemu, Bernhardowi Benediktowi Brennerowi, który osiadł na Melkki i uprawiał tu ziemię. Zmarł na wyspie w 1879. W maju 1884 teren przejęli jego synowie, Viktor i Bernhard, jednak już w 1885 opuścili wyspę. W 1887 zbudowano tu baterie polowe obrony Helsinek, po uprzednim wywłaszczeniu Brennerów. Poważniejszych prac (mimo istniejących projektów) nie prowadzono, ponieważ część wojskowych uważało, że wyspę można zabezpieczyć ogniem dział z Lauttasaari. Nowe baterie wybudowano w 1892, a potem wyspę umocniono jeszcze w 1914. Po zdobyciu Helsinek przez Niemców w kwietniu 1918 na wyspie pracowali jeńcy wojenni, w tym komuniści (wojna domowa w Finlandii).
22 lutego 1951 zaproponowano ministrowi obrony Finlandii, by Melkki oddano do użytku letnikom od sezonu letniego w 1952. Propozycja została przyjęta i wyspa była wykorzystywana do celów wypoczynkowych w ograniczonym zakresie i na specjalnych warunkach. Od lat 70. XX wieku rósł nacisk na demilitaryzację wyspy i wykorzystanie jej w celach mieszkaniowych.